# Distoleon tholloni
Distoleon tholloni is een insect uit de familie van de mierenleeuwen (Myrmeleontidae), die tot de orde netvleugeligen (Neuroptera) behoort. 
Distoleon tholloni is voor het eerst wetenschappelijk beschreven door Navás in 1914.